# Macromitrium longibrachteatum
Macromitrium longibrachteatum är en bladmossart som beskrevs av Hugh Neville Dixon 1937. Macromitrium longibrachteatum ingår i släktet Macromitrium och familjen Orthotrichaceae. Inga underarter finns listade i Catalogue of Life.